# Sin Recursos (álbum)
Sin Recursos es un álbum de estudio homónimo del grupo Sin Recursos perteneciente a la compañía discográfica EMI, editado en el año 1989, y compuesto por 10 canciones.

## Lista de canciones
| N.º | Título                    | Duración |  |
| 1.  | «Poco seso y su mujer»    |          |  |
| 2.  | «¿Qué sientes por mí?»    |          |  |
| 3.  | «Un mordisco en la nariz» |          |  |
| 4.  | «Ana»                     |          |  |
| 5.  | «La luz de las estrellas» |          |  |
| 6.  | «Ya no te escapas»        |          |  |
| 7.  | «Agarrados de la mano»    |          |  |
| 8.  | «Había una sirena»        |          |  |
| 9.  | «No son solo estatuas»    |          |  |
| 10. | «Tú eres así»             |          |  |